# غراهام فورد
غراهام فورد (16 نوفمبر 1960 في جنوب أفريقيا - ) (بالإنجليزية: Graham Ford)‏ هو لاعب كريكت جنوب أفريقي. لعب مع فريق كوازولو ناتال للكريكت ‏.

## وصلات خارجية
- غراهام فورد على موقع إي آس بي آن كريك إنفو (الإنجليزية)